# Cymothoe haimodia
Cymothoe haimodia är en fjärilsart som beskrevs av Smith 1887. Cymothoe haimodia ingår i släktet Cymothoe och familjen praktfjärilar. Inga underarter finns listade i Catalogue of Life.